# 490
سنة 490 م (بالأرقام الرومانية: CDXC) كانت سنة بسيطة تبدأ يوم الإثنين (الرابط يظهر نموذج الجدول الزمني الكامل للسنة) من التقويم اليولياني. بدأت تسمية السنة ب490 منذ العصور الوسطى المبكرة، عندما أصبح تقويم أنو دوميني هو الأسلوب السائد في أوروبا لتسمية السنوات.

## مواليد
- الخاقان بومين أول خاقان للخانية التركية

## وفيات
- بطرس الثالث (بابا الإسكندرية) قس مصري